# Papillacarus echinatus
Papillacarus echinatus är en kvalsterart som beskrevs av Li och Chen 1991. Papillacarus echinatus ingår i släktet Papillacarus och familjen Lohmanniidae. Inga underarter finns listade i Catalogue of Life.